# Lijst van burgemeesters van Herk-de-Stad
Dit is een chronologische lijst van burgemeesters van Herk-de-Stad, een stad in de Belgische provincie Limburg.

## Koninkrijk België: Herk-de-Stad
| Periode      | Naam burgemeester           | Geboorte                | Overlijden              | Stroming/partij | Beroep                                  |
| ------------ | --------------------------- | ----------------------- | ----------------------- | --------------- | --------------------------------------- |
| 1823 - 1836  | Louis François Claes        | 09.05.1790 Sint-Truiden | 13.01.1862 Herk-de-Stad |                 | Handelaar                               |
| 1836 - 1848  | Joseph Leopold Chapelle     | 31.08.1771 Herk-de-Stad | 18.03.1855 Herk-de-Stad |                 | Molenaar                                |
| 1848 - 1872  | Pierre Vliegen              | 01.02.1800 Donk         | 06.07.1872 Herk-de-Stad | Katholiek       | Rentenier, distilleerder                |
| 1872 - 1884  | Lodewijk Vandersmissen      | 03.12.1826 Hasselt      | 10.08.1916 Herk-de-Stad | Katholiek       | Rentenier te Halbeek                    |
| 1885 - 1890  | Servais Truyens             | 29.09.1837 Eksel        | 21.10.1908 Eksel        |                 | Geneesheer                              |
| 1890 - 1912  | Jan Louis Lambrechts        | 24.10.1830 Herk-de-Stad | 10.10.1913 Herk-de-Stad |                 | Notaris                                 |
| 1913 - 1933  | Zacharie Warnants           | 22.01.1878 Kortessem    | 23.01.1933 Herk-de-Stad |                 | Notaris                                 |
| 1933 - 1942  | Raymond Enckels             | 23.11.1892 Herk-de-Stad | 29.07.1968 Herk-de-Stad |                 | Apotheker                               |
| 1942 - 1944  | Gaston Gevers               | 30.12.1887 Herk-de-Stad | 11.10.1963 Herk-de-Stad |                 | Boomkweker                              |
| 1944 - 1945  | Theophile Ectors            | 05.03.1897 Herk-de-Stad | 26.07.1969 Herk-de-Stad |                 | Veearts                                 |
| 1946 - 1947  | Emile Eugène Ursule Buset   | 24.11.1905 Herk-de-Stad | 23.08.1960 Herk-de-Stad |                 | Topograaf                               |
| 1948 - 1959  | Alfons Casimir Albert Vreys | 17.09.1904 Koersel      | 26.07.1959 Herk-de-Stad | Katholiek       | Geneesheer                              |
| 1959 - 1961  | Désiré Vanerum              | 16.05.1885 Herk-de-Stad | 19.07.1961 Herk-de-Stad |                 | Houthandelaar                           |
| 1961 - 1964  | Julien Windmolders          | 14.10.1910 Herk-de-Stad | 29.04.1976 Herk-de-Stad |                 | Landbouwer                              |
| 1965 - 1970  | Firmin Pierre Joseph Huygen | 03.10.1933 Beverst      | 21.02.2009 Herk-de-Stad | Katholiek       | Geneesheer                              |
| 1971 - 1976  | Joseph Sylvanus Minten      | 15.05.1901 Linkhout     | 18.08.1980 Herk-de-Stad | Katholiek       | Gepensioneerd schoolhoofd               |
| 1977 - 1982  | Henri Gilbert Ignoul        | 17.11.1943 Maaseik      |                         | CVP             | Drukker                                 |
| 1983 - 1989  | Henri Knuts                 | 22.08.1926 Herk-de-Stad | 17.01.1989 Herk-de-Stad | BSP             | Mutualiteitsbediende en senator         |
| 1989 - 2000  | Firmin Steenbergen          | 26.11.1937 Herk-de-Stad | 30.10.2015 Herk-de-Stad | SP              | Mutualiteitsbediende en senator         |
| 2001 - 2010  | Paul Buekers                | 18.10.1945 Schulen      |                         | SPa             | Leraar                                  |
| 2010 - 2012  | Danny Pauly                 | 23.09.1963 Tongeren     |                         | SPa             | Provinciaal ambtenaar                   |
| 2013 - 2018  | Bart Gruyters               | 25.07.1961 Hasselt      |                         | CD&V            | Advocaat                                |
| 2019 - heden | Bert Moyaers                | 20.09.1980 Herk-de-Stad |                         | SPa             | Leraar en Vlaams volksvertegenwoordiger |